# Game Boy Player

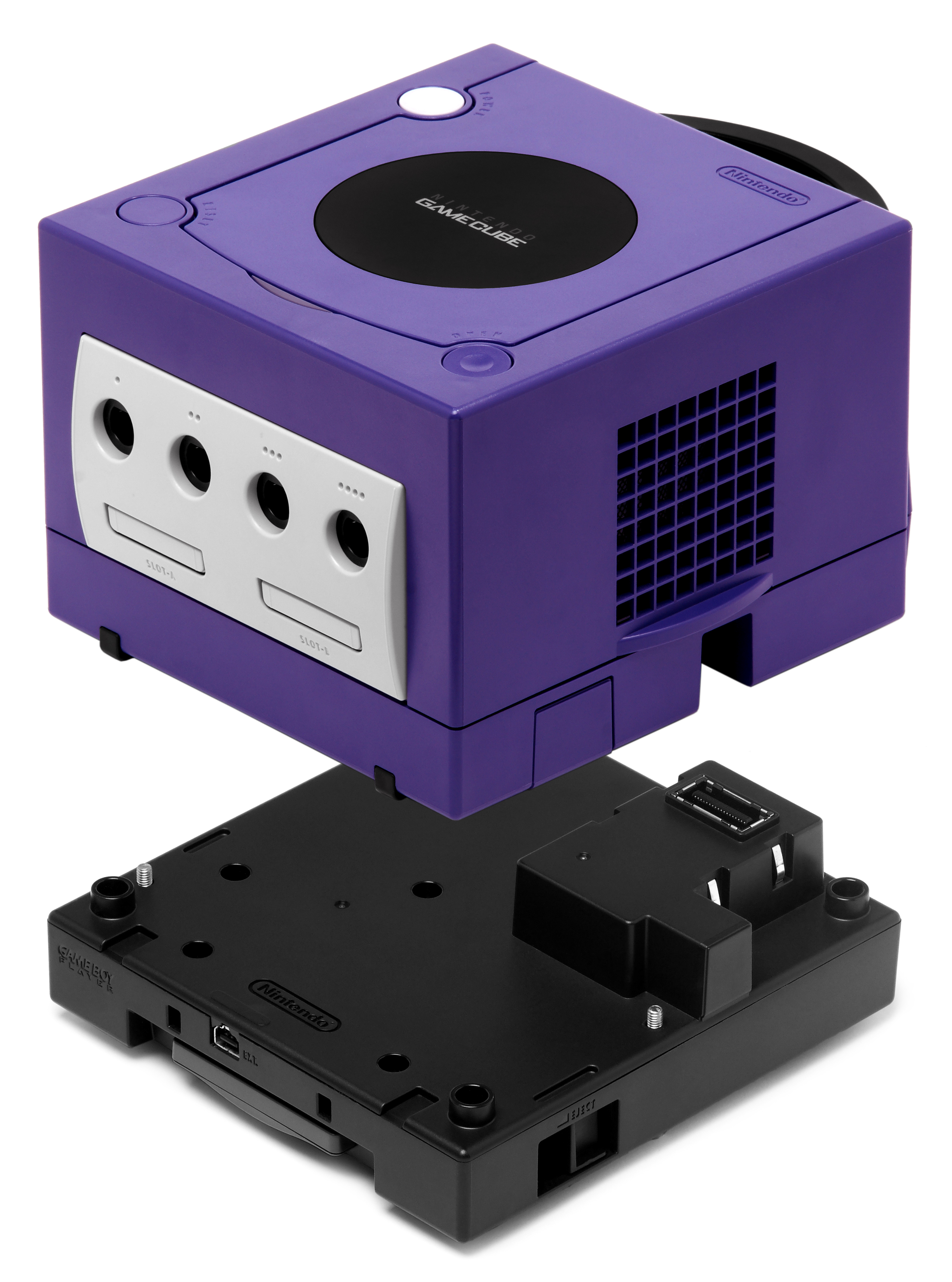
Game Boy Player.

Game Boy Player é um acessório feito pela Nintendo para o Gamecube que permite a execução de cartuchos de Game Boy (em cores), Game Boy Color, ou Game Boy Advance através de uma televisão. Ele é conectado com entrada "High Speed" (Paralela) de baixo do Gamecube e requer o uso de um disco para ser executar o hardware. O hardware do Game Boy Player é o mesmo de um Game Boy Advance, porém sem a tela e as pilhas. O Game Boy Player não é compatível com cartuchos da série Game Boy Advance Video por motivos de direitos autorais e de design ser diferente do cartucho do Game Boy Advance. (Além disso, os próprios vídeos teriam uma qualidade muito baixa se vistos em um Game Boy Player devido a compressão; isto foi provado com o jogo Kingdom Hearts: Chain of Memories, que usava a tecnologia GBA Video para animações pré-renderizadas, em um Game Boy Player.)
O Game Boy Player também está disponível nas versões Indigo, Black, Spice, ou Platinum no Japão; Black na América do Norte e Europa (as limitações das cores foram necessárias para evitar confusões nas lojas); e Black e Indigo na Austrália. Uma versão especial do Game Boy Player foi lançada para o console multimídia "Q" da Panasonic, que possibilitava a execução de jogos de Gamecube e filmes em DVD, a versão especial foi feita devido ao tamanho das pernas do console. Todos os Game Boy Players possuem parafusos no fundo para prende-los com o Gamecube e também um botão para ejetar no lado direito do acessório para remover os cartuchos de Game Boy Advance. Cartuchos de Game Boy e Game Boy Color ficam com uma parte para fora da unidade, assim como os de Game Boy Advance e Game Boy Advance SP, para que eles possam ser puxados quando o sistema estiver desligado ou a troca de cartuchos for selecionada através do menu. Protótipos tinham um compartimento de armazenamento no lado direito do Game Boy Player, mas isso foi removido na versão final.
Uma das funções do Game Boy Player é a possibilidade de colocar um relógio em contagem regressiva de um até 60 minutos.
Ao contrário da maioria dos acessórios do Gamecube, o Game Boy Player é incompatível com o novo console da empresa, o Wii. O Wii não possui a entrada High Speed que o Gamecube tem, na qual o Game Boy Player é conectado; além disso, o Game Boy Player foi planejado para o formato cúbico do Gamecube e o Wii tem um formato tanto horizontal quanto vertical, dificultando a aplicação do acessório.

## Controles
O Game Boy Player permitia o controle de um joystick normal do Gamecube ou uma Game Boy Advance ou SP conectado com um cabo GameCube-Game Boy Advance. Quando o Game Boy Advance é utilizado, os botões são idênticos, mas, devido a disposição diferente dos botões do Gamecube, existem duas configurações que o jogador pode utilizar. Além disso, pelo ou menos um controle do GameCube deve estar conectado para acessar o menu interno do Game Boy Player, que só pode ser inicializado pelo botão Z. Para alguns jogos como Drill Dozer, Mario & Luigi: Superstar Saga, Pokémon Pinball Ruby & Sapphire, e Super Mario Advance 4: Super Mario Bros. 3 a função de vibração podia ser ativada para um controle do Gamecube conectado na entrada para o  jogador um.
Todos os controles, GBAs e GBA SPs conectados ao GameCube são reconhecidos como o mesmo jogador. Isto permite uma espécie de modo coperativo para jogos que normalmente não possuem (possivelmente isto não foi planejado pela Nintendo). A função de controles múltiplos reconhecidos como o mesmo jogador permitiam uma forma mais simples para multiplayer de modos Single-Player, como os encontrados em Mario Party Advance. Nele, quatro jogadores podiam dividir o mesmo GBA através do sistema de rodadas.
| Botão do GameCube            | Equivalente no GBA - Tipo Um | Equivalente no GBA - Tipo Dois |
| ---------------------------- | ---------------------------- | ------------------------------ |
| Direcional Digital/Analógico | Direcional                   | Direcional                     |
| Botões A/B                   | Botões A/B                   | Botões A/B                     |
| Botões L/R                   | Botões L/R                   | Select                         |
| Botões X/Y                   | Select                       | Botões L/R                     |
| Botão Start                  | Botão Start                  | Botão Start                    |
| Analógico "C"                | Não usado                    | Direcional                     |
| Botão Z                      | Abrir Menu                   | Abrir Menu                     |

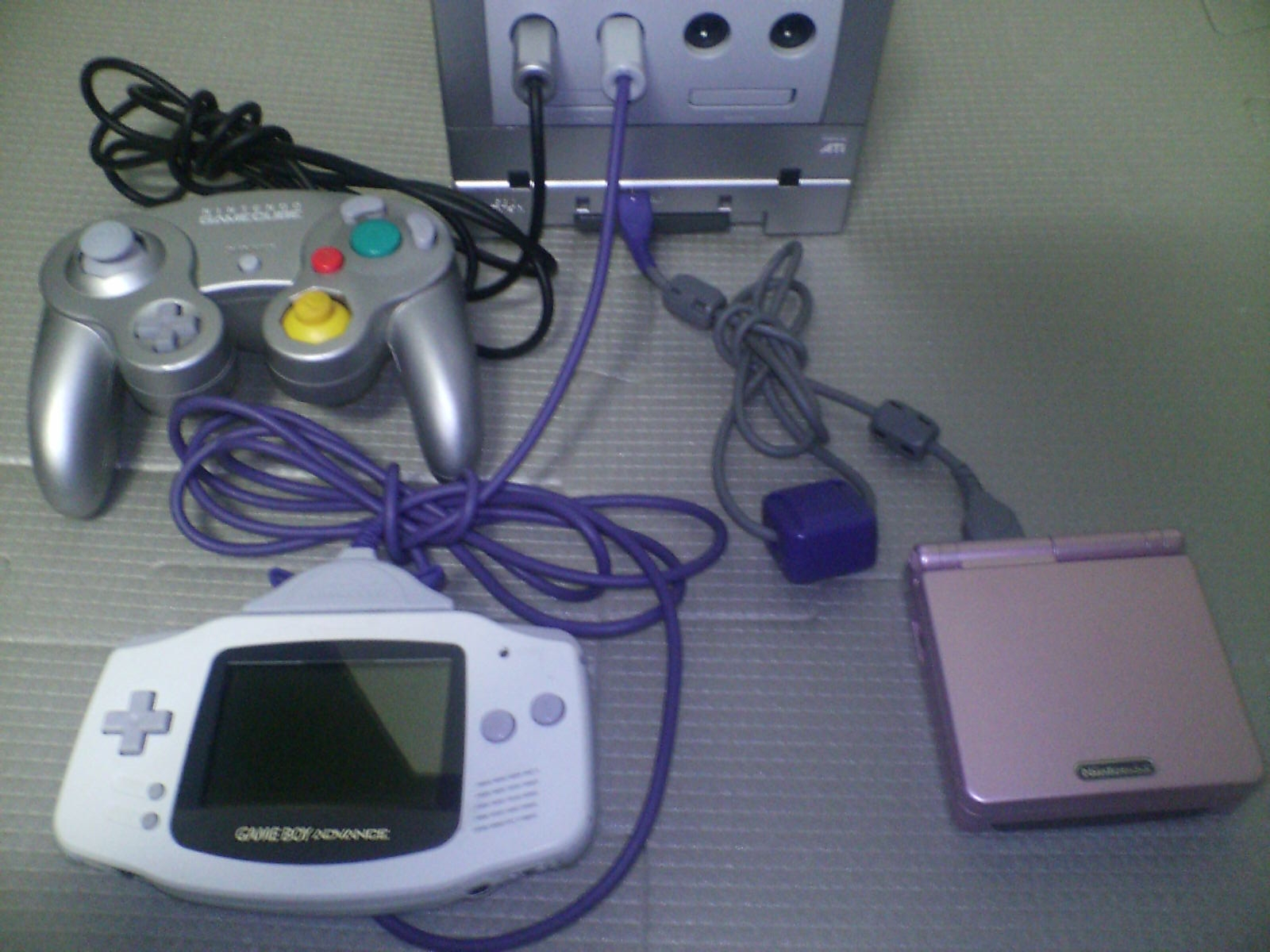
Exemplo de uso do Game Boy Player: Controle e GBA são equivalentes, GBA SP é reconhecido como outro jogador

O Tipo Um é mais fiel ao formato original do Game Boy Advance, enquanto o Tipo Dois faz com que fique mais fácil de se jogar com uma mão.

## Menu
O menu possui seis opções para se escolher: 
- Frame: muda a borda ao redor da "tela" do jogo entre vinte bordas diferentes.
- Screen Size: muda o tamanha no qual a tela do GBA é projetada na TV (Normal é cerca de 80% e aparece mais nítido em alguns televisores, enquanto Full aumenta a imagem para os cantos direitos e esquerdos da TV).
- Controller: troca entre os dois tipos de controle.
- Screen Filter: controla um efeito de desfoque de movimento para reduzir potenciais piscadas das programações destinadas a tela do GBA. Pode ser programado para "sharp" (sem desfoque), "normal" (algum desfoque) ou "soft" (mais desfoque).
- Timer: programa um alarme de um até sessenta minutos.
- Change Game Pak: para o jogo para que a troca de pacotes de jogos (cartuchos) possa ser feita com segurança, sem ter que desligar o Gamecube (é recomendável salvar os dados antes disso).

## Problemas de Compatibilidade
- Por motivos de direitos autorais e o design ser diferente, a série GBA Video é incompatível com o Game Boy Player (supõe-se que seria devido a possibilidade de usar algum dispositivo de gravação para copiar o conteúdo do cartucho). O Game Boy Player detecta os cartuchos do GBA Video e não os executa, dando uma mensagem de erro. Mesmo se os cartuchos fossem executáveis no Player,a resolução seria muito pequena para uma TV, causando a pixelização da imagem e alguns erros no som, que caixas mais altas poderiam captar devido a compressão.